# Спомен-гробље на Буковима
Спомен-гробље на Буковима се налази на планини Маљен, поред пута Ваљево—Косјерић, у коме су сахрањене жртве фашистичког терора на почетку Другог светског рата.
Спомен-гробље је подигнуто на месту где је немачка казнена експедиција, 28. јула 1941. године, стрељала 81 становника околних места, са територије данашње општине Косјерић и града Ваљева. Стрељање је извршено као знак одмазде за једног убијеног немачког војника - мотоциклисту, што је било једно од првих масовних стрељања недужних грађана у Србији. Са подручја Среза црногорског тада је стрељано 72 човека, међу којима три носиоца Албанске споменице, као и два дечака од 15 и 16 година.

## Изглед споменика
До пута је подигнут споменик од тесаног камена са спомен-плочом, док су њихова тела сахрањена у алеји иза споменика. Имена страдалих су на спомен-плочи и на малим белим надгробним плочама. Гробље је оивичено каменом оградом са стубовима. Спомен-плочу је постваио и уредио место страдања 29. новембра 1953. године, Савез бораца НОР-а Среза црногорског из Косјерића.